# Fairview (comté de Butler, Pennsylvanie)
Pour les articles homonymes, voir Fairview.
Fairview est un borough situé à l'est du comté de Butler, en Pennsylvanie, aux États-Unis,. En 2010, il comptait une population de 198 habitants.

## Démographie
Lors du recensement de 2010, le borough comptait une population de 198 habitants. Elle est estimée, en 2017, à 205 habitants.

### Source de la traduction
- (en) Cet article est partiellement ou en totalité issu de l’article de Wikipédia en anglais intitulé « Fairview, Pennsylvania » (voir la liste des auteurs).